# أوسكار كامينزيند
أوسكار كامينزيند مواليد 12 سبتمبر 1971 في شويز، هو دراج سويسري سابق في صنف سباق الدراجات على الطريق. سبق أن شارك في دورة الألعاب الأولمبية الصيفية.

## سباقات أو مراحل فاز بها
- بطولة العالم لسباق الدراجات على الطريق
- طواف سويسرا

## روابط خارجية
- أوسكار كامينزيند على موقع أرشيف الدراجات (الإنجليزية)
- أوسكار كامينزيند على موقع إحصائيات الدراجات الإحترافية (الإنجليزية)
- أوسكار كامينزيند على موقع نسبة الدراجات (الإنجليزية)
- أوسكار كامينزيند على موقع CycleBase (الإنجليزية)
- أوسكار كامينزيند على موقع أوليمبيديا (الإنجليزية)